# Seppois-le-Bas
Ne doit pas être confondu avec Seppois-le-Haut.
Seppois-le-Bas (Needersept en alsacien) est une commune française située dans la circonscription administrative du Haut-Rhin et, depuis le 1er janvier 2021, dans le territoire de la Collectivité européenne d'Alsace, en région Grand Est.
Cette commune se trouve dans la région historique et culturelle d'Alsace.

## Géographie
Les habitants de Seppois-le-Bas sont appelés Bas-Seppoisiens et Bas-Seppoisiennes.
Formant une agglomération continue avec la commune voisine de Seppois-le-Haut, elle se trouve au croisement des axes routiers Bâle - Montbéliard (l'ancienne route nationale 463) et Porrentruy - Altkirch.

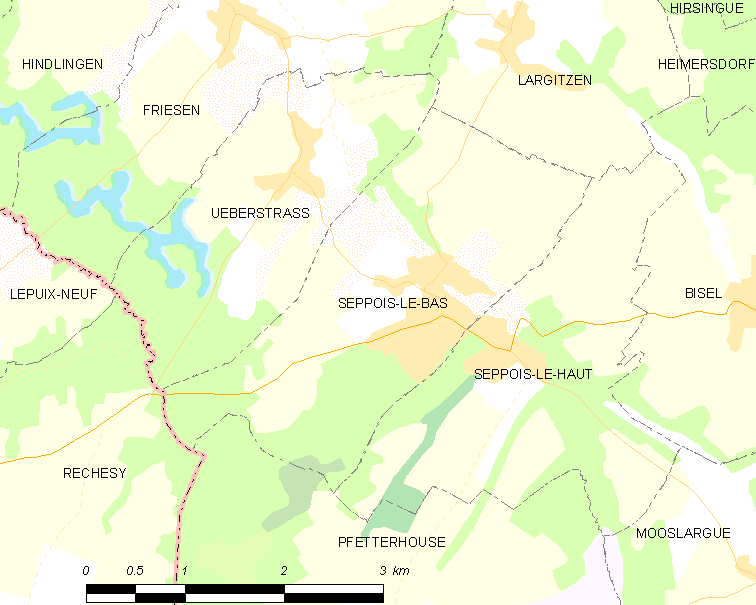
Les communes limitrophes de Seppois-le-Bas.

Les grandes agglomérations les plus proches de Seppois-le-Bas sont Bâle à 40 kilomètres à l'est, Mulhouse à 30 kilomètres au nord, Belfort à 40 kilomètres au nord-ouest, Montbéliard à 35 kilomètres à l'ouest et Delémont à 35 kilomètres au sud.
La Largue est la principale rivière qui traverse la commune.
| Ueberstrass                   |                | Largitzen       |
|                               | Seppois-le-Bas |                 |
| Réchésy Territoire de Belfort | Pfetterhouse   | Seppois-le-haut |

### Hydrographie

#### Réseau hydrographique
La commune est traversée par la ligne de partage des eaux entre les bassins versants du Rhin et de la Saône au sein respectivement du bassin Rhin-Meuse et du bassin Rhône-Méditerranée-Corse. Elle est drainée par la Largue et la Suarcine,.
La Largue, d'une longueur de 51 km, prend sa source dans la commune de Oberlarg et se jette  dans l'Ill à Illfurth, après avoir traversé 28 communes. Les caractéristiques hydrologiques de la Largue sont données par la station hydrologique située sur la commune de Friesen. Le débit moyen mensuel est de 1,07 m3/s. Le débit moyen journalier maximum est de 35,6 m3/s, atteint lors de la crue du 9 août 2007. Le débit instantané maximal est quant à lui de 65,5 m3/s, atteint le 8 août 2007.
La Suarcine, d'une longueur de 20 km, prend sa source dans la commune  et se jette  dans la Bourbeuse à Montreux-Château, après avoir traversé 13 communes. 

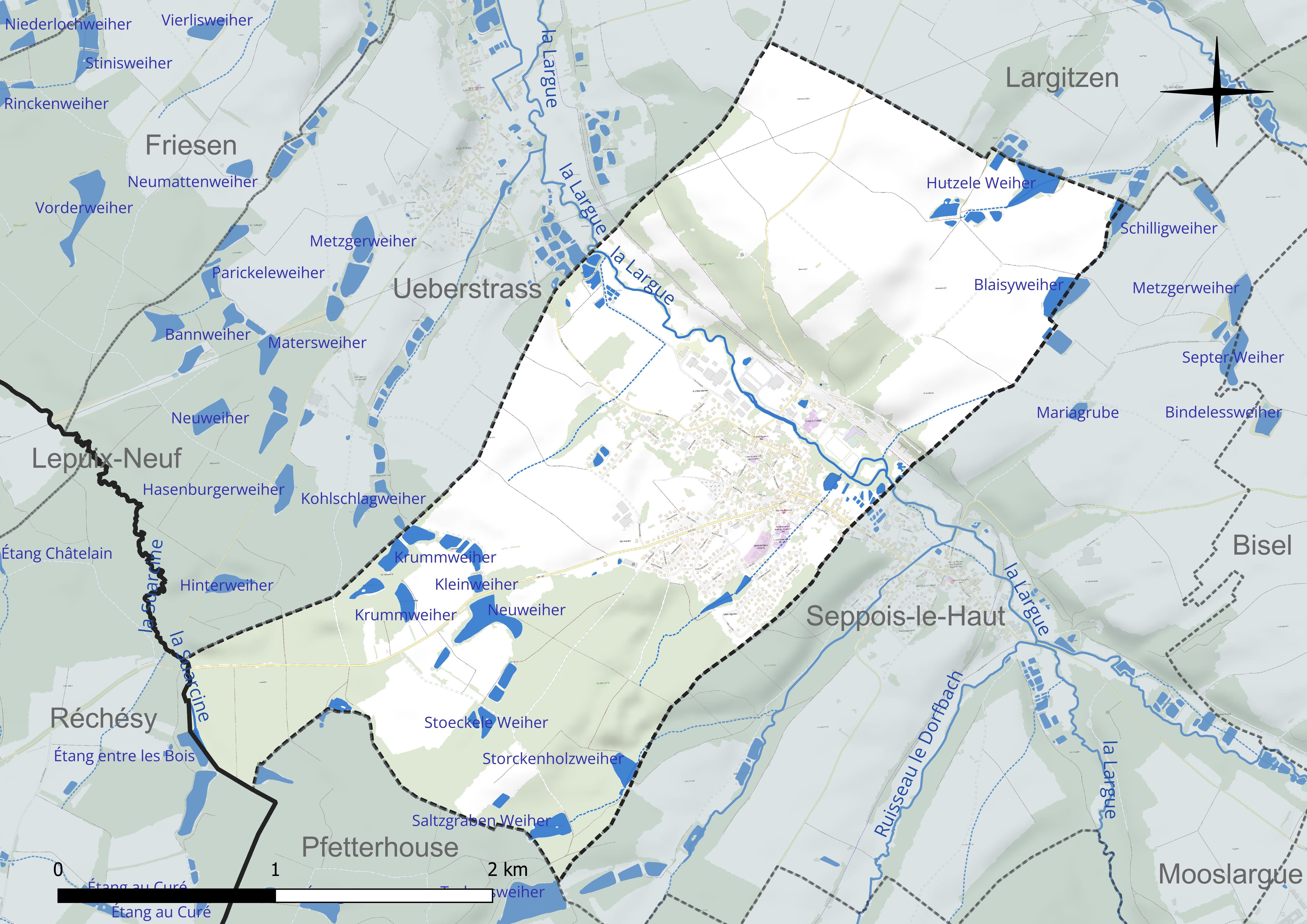
Réseau hydrographique de Seppois-le-Bas.

Divers plans d'eau complètent le réseau hydrographique : Blaisyweiher, d'une superficie totale de 2,3 ha (1,3 ha sur la commune), Hutzele Weiher, d'une superficie totale de 2,3 ha (2 ha sur la commune), Kleinweiher (0,4 ha), Krummweiher, d'une superficie totale de 3,1 ha (2,9 ha sur la commune), l'étang entre les Bois, d'une superficie totale de 1,2 ha (0,2 ha sur la commune), Neuweiher (2,7 ha), Saltzgraben Weiher, d'une superficie totale de 1,5 ha (1,4 ha sur la commune), Schilligweiher, d'une superficie totale de 1 ha (0,2 ha sur la commune), Stoeckele Weiher (0,7 ha) et Storckenholzweiher (1,1 ha),.

#### Gestion et qualité des eaux
Le territoire communal est couvert par le schéma d'aménagement et de gestion des eaux (SAGE) « Largue ». Ce document de planification concerne le bassin versant de la Largue et une zone située à l'ouest du périmètre (la région de Montreux). Ce territoire s'étend sur 385 km2. Le périmètre a été arrêté le 4 mars 1996 et le SAGE proprement dit a été approuvé le 24 septembre 1999 puis révisé le 17 mai 2016. La structure porteuse de l'élaboration et de la mise en œuvre est le Syndicat mixte pour l'aménagement et la renaturation du bassin versant de la Largue et du secteur de Montreux, qui a évolué en Epage le 1er janvier 2018, sous le nom de Epage Largue. 
La qualité des cours d’eau peut être consultée sur un site dédié géré par les agences de l’eau et l’Agence française pour la biodiversité. 

### Climat
Pour des articles plus généraux, voir Climat du Grand Est et Climat du Haut-Rhin.
En 2010, le climat de la commune est de type climat de montagne, selon une étude du Centre national de la recherche scientifique s'appuyant sur une série de données couvrant la période 1971-2000. En 2020, Météo-France publie une typologie des climats de la France métropolitaine dans laquelle la commune est dans une zone de transition entre le climat semi-continental et le climat de montagne et est dans la région climatique  Vosges, caractérisée par une pluviométrie très élevée (1 500 à 2 000 mm/an) en toutes saisons et un hiver rude (moins de 1 °C). 
Pour la période 1971-2000, la température annuelle moyenne est de 9,6 °C, avec une amplitude thermique annuelle de 17,5 °C. Le cumul annuel moyen de précipitations est de 911 mm, avec 10,4 jours de précipitations en janvier et 10,1 jours en juillet. Pour la période 1991-2020, la température moyenne annuelle observée sur la station météorologique de Météo-France la plus proche, « Carspach », sur la commune de Carspach à 9 km à vol d'oiseau, est de 11,0 °C et le cumul annuel moyen de précipitations est de 827,7 mm. 
La température maximale relevée sur cette station est de 38,1 °C, atteinte le 4 août 2022 ; la température minimale est de −17,7 °C, atteinte le 5 février 2012,,. 
Les paramètres climatiques de la commune ont été estimés pour le milieu du siècle (2041-2070) selon différents scénarios d'émission de gaz à effet de serre à partir des nouvelles projections climatiques de référence DRIAS-2020. Ils sont consultables sur un site dédié publié par Météo-France en novembre 2022.

## Urbanisme

### Typologie
Au 1er janvier 2024, Seppois-le-Bas est catégorisée bourg rural, selon la nouvelle grille communale de densité à sept niveaux définie par l'Insee en 2022.
Elle est située hors unité urbaine et hors attraction des villes,.

### Occupation des sols
L'occupation des sols de la commune, telle qu'elle ressort de la base de données européenne d’occupation biophysique des sols Corine Land Cover (CLC), est marquée par l'importance des territoires agricoles (58,1 % en 2018), en diminution par rapport à 1990 (63,6 %). La répartition détaillée en 2018 est la suivante : 
terres arables (42,3 %), forêts (28,2 %), zones agricoles hétérogènes (15,7 %), zones urbanisées (13,7 %). L'évolution de l’occupation des sols de la commune et de ses infrastructures peut être observée sur les différentes représentations cartographiques du territoire : la carte de Cassini (XVIIIe siècle), la carte d'état-major (1820-1866) et les cartes ou photos aériennes de l'IGN pour la période actuelle (1950 à aujourd'hui).

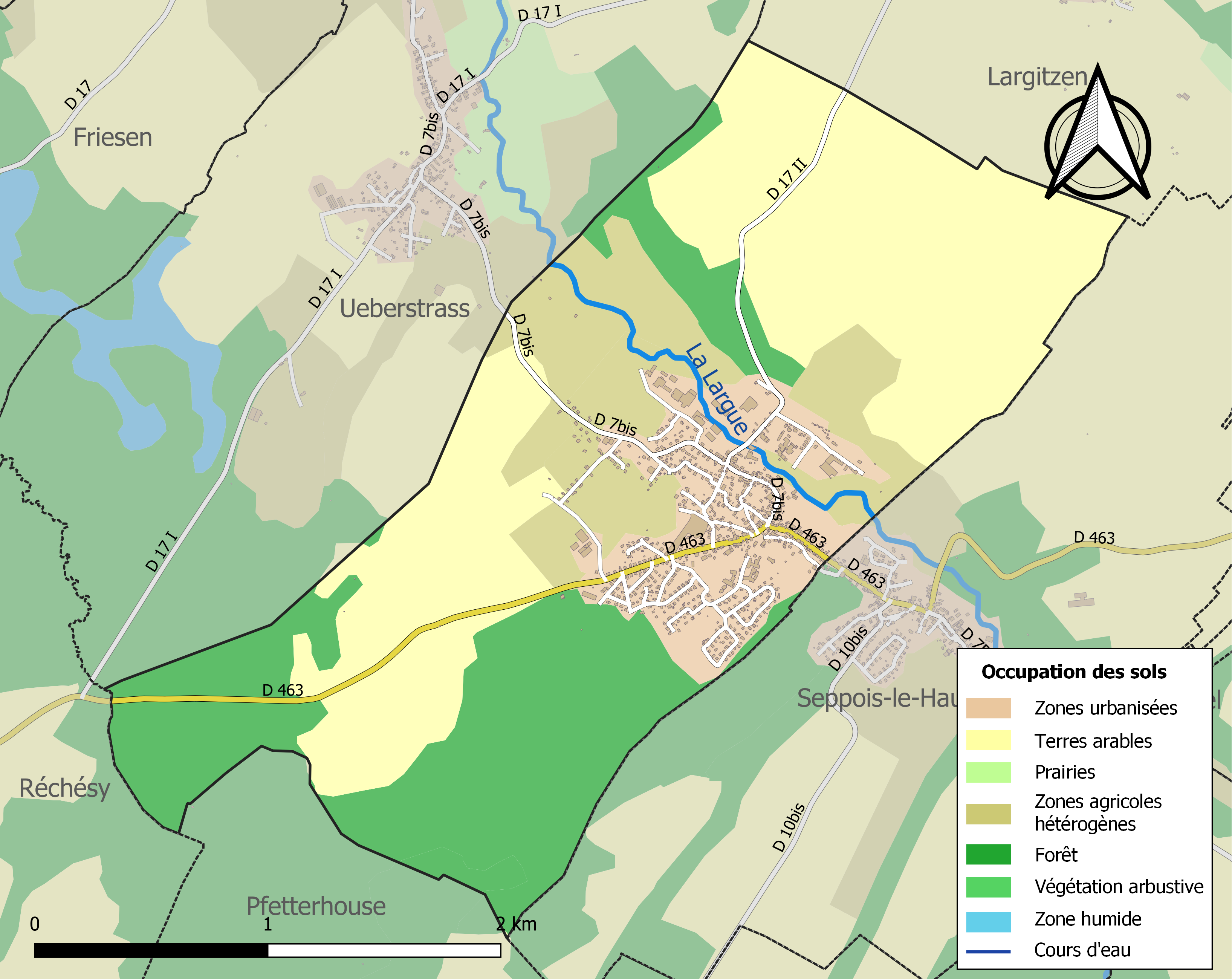
Carte des infrastructures et de l'occupation des sols de la commune en 2018 (CLC).

## Toponymie
- Sape (1256), Sapoi (1257), Septe (1269), Saipoy (1370), Sapois/Sappoy/Seppoix (1582), Sept pois (Cassini), Nidersept (1793).
- En allemand : Niedersept[19].

## Histoire
Même si on pense que le village existait déjà à l'époque des Celtes, le plus vieux document faisant référence à Saipoy date de 1164. Un autre, de 1264 et conservé dans le fonds de Lucelle confirme cette existence.
Un texte daté de 1302 fait pour sa part apparaître une distinction entre Seppois-le-Bas (Septen inferioris) et Seppois-le-Haut.
En 1530, les autorités religieuses et les fidèles d'une paroisse comprenant les deux Seppois, Luffendorf et une partie de Bisel signent une charte de 32 décrets qui serait la première du genre sur le territoire alsacien.
C'est aussi vers cette date que sera célébré le mariage de Marie de Hagenbach et de Jean Eusèbe de Breitenlandenberg. Leurs descendants habiteront un manoir au village jusqu'en 1818.
Pendant la Guerre de Trente Ans, les Suédois ravagent le pays et en 1633, seule une maison du village serait restée debout.
En 1789, le seigneur de Seppois va représenter la noblesse de l'Alsace du Sud aux états généraux à Versailles. Fin juillet 1789, lors des troubles de la Grande Peur, les paysans attaquent le manoir. Durant la Terreur, Jean Bochelen, vicaire du village qui célébrait des messes en cachette, est arrêté et fusillé à Colmar en 1798.
En 1871, par le Traité de Francfort, l'Alsace est cédée à l'Empire allemand, à l'exception de la partie sud-ouest du Haut-Rhin qui deviendra le Territoire de Belfort. Du fait de sa position limitrophe avec ce nouveau département français, Seppois-le-Bas devient un village frontière et accueille un poste de douane.
Au début du XXe siècle, Seppois-le-Bas bénéficie des effets de la croissance économique de l’époque. Quatre foires annuelles se mettent en place et un marché s’établit tous les mercredis ; tous deux connaissent un certain succès. Bien que les agriculteurs y demeurent largement majoritaires, le village compte également 4 restaurants, 3 menuisiers, 2 boulangers, 2 charrons, 2 cordonniers, 2 épiciers, 2 tailleurs, 1 boucher, 1 maréchal-ferrant, 1 sabotier, 1 sellier et 1 tonnelier ainsi qu’une forge, un moulin et une unité de fabrication de boîtiers de montres. À cela, il convient d’ajouter une poste et une perception. Une petite communauté israélite, essentiellement commerçante, s'est implantée et possède sa propre synagogue. Celle-ci sera détruite pendant la première guerre mondiale et ne sera jamais reconstruite. De nos jours, les seuls vestiges de cette installation sont une Rue des Juifs proche de leur ancien lieu de culte et un cimetière israélite.
Une ligne de chemin de fer Dannemarie-Pfetterhouse passant par le village est construite en 1908 et inaugurée en 1910. Cette ligne continuera à fonctionner jusqu'en 1968, puis, laissée à l'abandon, la majeure partie de son tracé sera convertie en piste cyclable dans les années 1990.

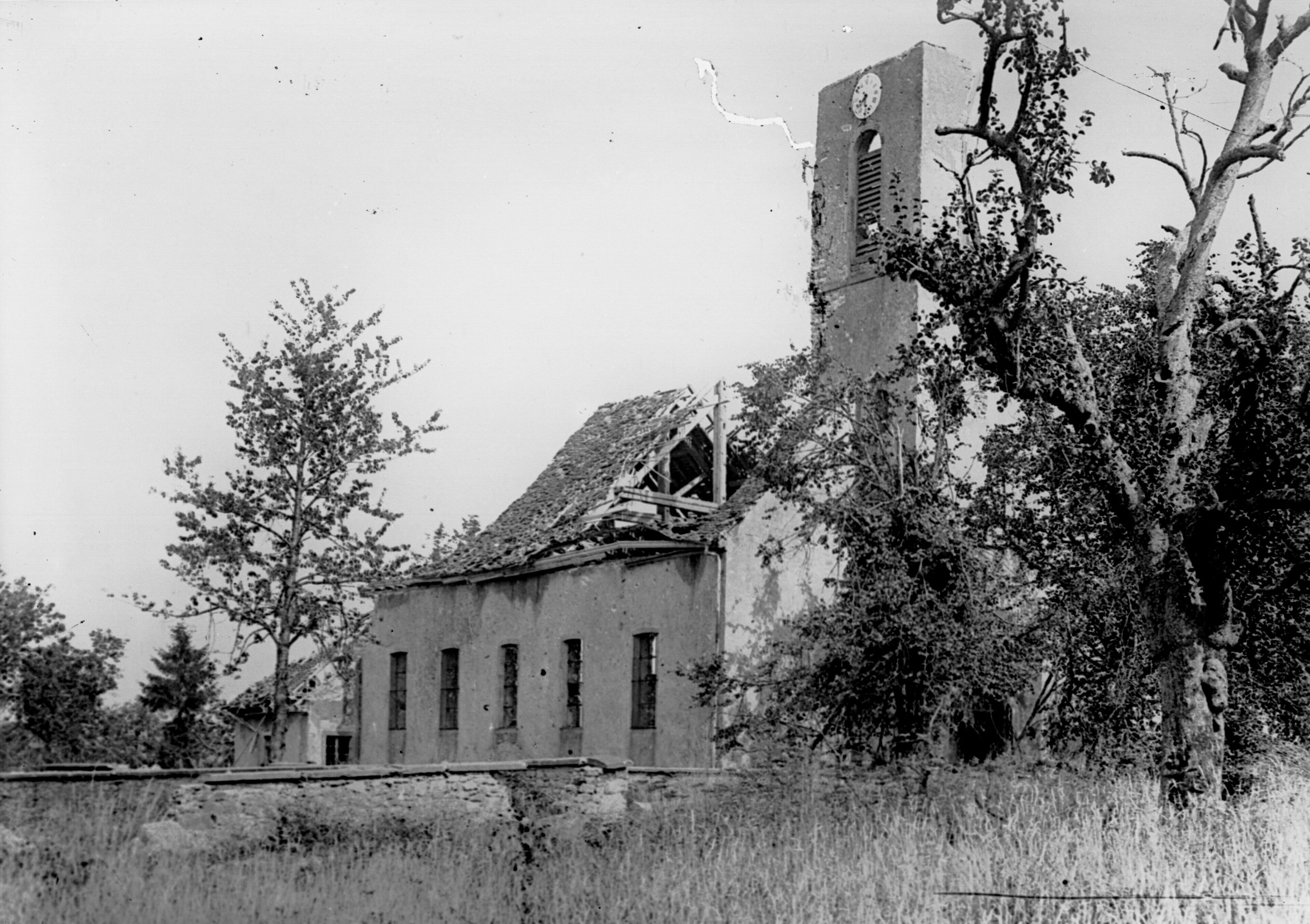
L'église détruite (1916).

À partir du 3 août 1914, le village connait une période de troubles et d’incertitude lies à la Première Guerre mondiale. On peut ainsi citer notamment le 23 août où l’armée allemande occupe la localité le matin et les Français l’après-midi. Le 3 septembre, des dragons venant de Belfort investirent le village et emmenèrent derrière leurs lignes tous les hommes valides qu’ils trouvèrent encore et qui étaient âgés entre vingt et trente-deux ans. Le 17 septembre, ce fut au tour des Allemands de venir procéder de la même manière. En octobre, le front se stabilise à quelques kilomètres du village qui devient un cantonnement de l’armée française. Le clocher de l’église sert notamment de tour de guet. Toutefois, ce nouveau statut fait que  Seppois-le-Bas subit de nombreux bombardements jusqu’à la fin de la guerre. Le 1er janvier 1915, une cérémonie est organisée, au cours de laquelle les villageois présentent leurs vœux aux militaires et qui symbolisera officiellement le retour de la localité à la France. Mais devant l’intensification du pilonnage, la population civile est évacuée à la fin janvier 1916 et ne reviendra qu’au printemps 1919 dans un village transformé en champ de ruines. Ces évènements vaudront au village la croix de guerre de 1914-1918 (Journal officiel du 6 novembre 1921).
Durant la Seconde Guerre mondiale, Seppois, comme le reste de l'Alsace, sera à nouveau annexé au Reich allemand, et retrouvera son statut de poste frontière. Du fait de sa proximité avec la Suisse, le village accueillera alors plusieurs passeurs. Toutefois, la guerre touche à sa fin le 19 novembre 1944, lorsque le Régiment d'infanterie coloniale du Maroc, incorporé à la première armée du Général de Lattre de Tassigny fait de Seppois-le-Bas le premier village libéré d'Alsace.

### Héraldique
| Blason de Seppois-le-Bas | Les armes de Seppois-le-Bas se blasonnent ainsi : « D'or à trois écussons de gueules deux et un, au chef de gueules à trois anneaux d'argent ». |

## Politique et administration

### Liste des maires

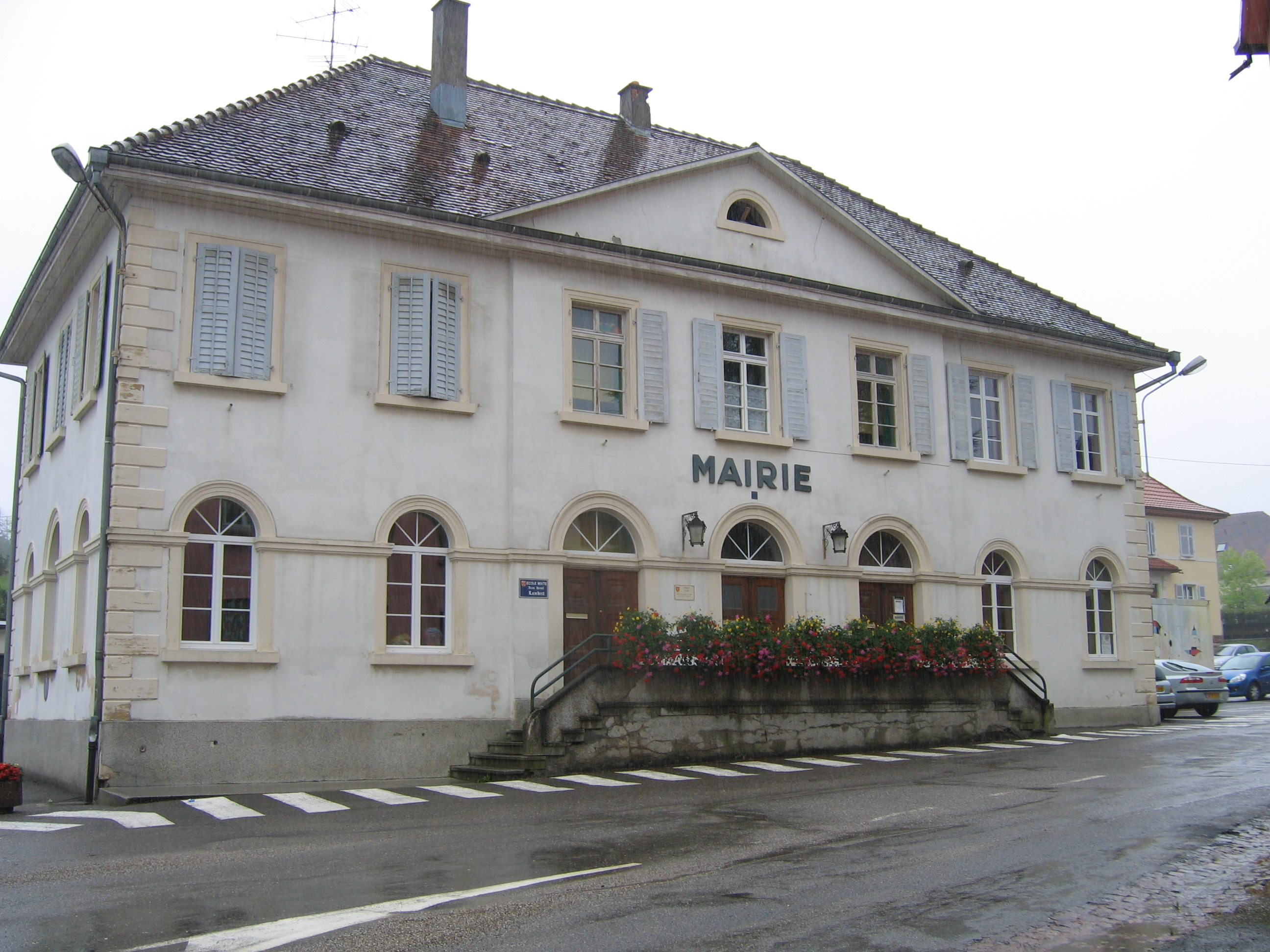
La mairie.

| Période                                  | Période   | Identité       | Étiquette | Qualité                                               |
| ---------------------------------------- | --------- | -------------- | --------- | ----------------------------------------------------- |
| 1947                                     | mars 1977 | Édouard Braun  | SE        | -                                                     |
| mars 1977                                | mars 2014 | Francis Demuth | DVD       | Conseiller général du canton de Hirsingue (1988-2008) |
| mars 2014                                | En cours  | Claude Burgy   | SE        |                                                       |
| Les données manquantes sont à compléter. |           |                |           |                                                       |

### Budget et fiscalité 2015
En 2015, le budget de la commune était constitué ainsi :
- total des produits de fonctionnement : 1 458 000 €, soit 1 167 € par habitant ;
- total des charges de fonctionnement : 1 109 000 €, soit 888 € par habitant ;
- total des ressources d'investissement : 981 000 €, soit 786 € par habitant ;
- total des emplois d'investissement : 426 000 €, soit 341 € par habitant ;
- endettement : 4 822 000 €, soit 3 861 € par habitant.

Avec les taux de fiscalité suivants :
- taxe d'habitation : 16,08 % ;
- taxe foncière sur les propriétés bâties : 13,09 % ;
- taxe foncière sur les propriétés non bâties : 70,95 % ;
- taxe additionnelle à la taxe foncière sur les propriétés non bâties : 50,60 % ;
- cotisation foncière des entreprises : 19,72 %.

## Démographie
L'évolution du nombre d'habitants est connue à travers les recensements de la population effectués dans la commune depuis 1793. Pour les communes de moins de 10 000 habitants, une enquête de recensement portant sur toute la population est réalisée tous les cinq ans, les populations de référence des années intermédiaires étant quant à elles estimées par interpolation ou extrapolation. Pour la commune, le premier recensement exhaustif entrant dans le cadre du nouveau dispositif a été réalisé en 2007.

En 2022, la commune comptait 1 426 habitants, en évolution de +5,01 % par rapport à 2016 (Haut-Rhin : +0,66 %, France hors Mayotte : +2,11 %).
| 1793 | 1800 | 1806 | 1821 | 1831 | 1836 | 1841 | 1846 | 1851 |
| ---- | ---- | ---- | ---- | ---- | ---- | ---- | ---- | ---- |
| 590  | 750  | 555  | 520  | 621  | 717  | 762  | 799  | 810  |

| 1856 | 1861 | 1866 | 1871 | 1875 | 1880 | 1885 | 1890 | 1895 |
| ---- | ---- | ---- | ---- | ---- | ---- | ---- | ---- | ---- |
| 723  | 692  | 737  | 686  | 709  | 711  | 712  | 667  | 732  |

| 1900 | 1905 | 1910 | 1921 | 1926 | 1931 | 1936 | 1946 | 1954 |
| ---- | ---- | ---- | ---- | ---- | ---- | ---- | ---- | ---- |
| 629  | 703  | 726  | 458  | 517  | 531  | 547  | 553  | 562  |

| 1962 | 1968 | 1975 | 1982 | 1990 | 1999 | 2006  | 2007  | 2012  |
| ---- | ---- | ---- | ---- | ---- | ---- | ----- | ----- | ----- |
| 539  | 560  | 645  | 638  | 836  | 946  | 1 064 | 1 080 | 1 235 |

| 2017  | 2022  | - | - | - | - | - | - | - |
| ----- | ----- | - | - | - | - | - | - | - |
| 1 378 | 1 426 | - | - | - | - | - | - | - |

## Enseignement
- Collège de la Largue : situé impasse de la Gare, 300 élèves environ y sont inscrits.
- École maternelle, 6 place du Marché,
- École primaire publique (École J. H. Lambert), 8 rue de la gare

## Lieux et monuments
- L'église Saint-Maurice[35], l'orgue de 1930[36],[37] et une fresque murale du peintre Alfred Giess[38].
- Ancienne synagogue[39].
- Maison des Breiten-Landenberg[40].
- Maison, forge de maître de forge[41].
- Monuments commémoratifs :
  - Monument aux morts[42],
  - Cimetière de catholiques, de militaires[43],
  - Cimetière de juifs[44],[45].
- Le village dispose de plusieurs monuments commémorant les âpres combats qui permirent sa libération, en 1944.

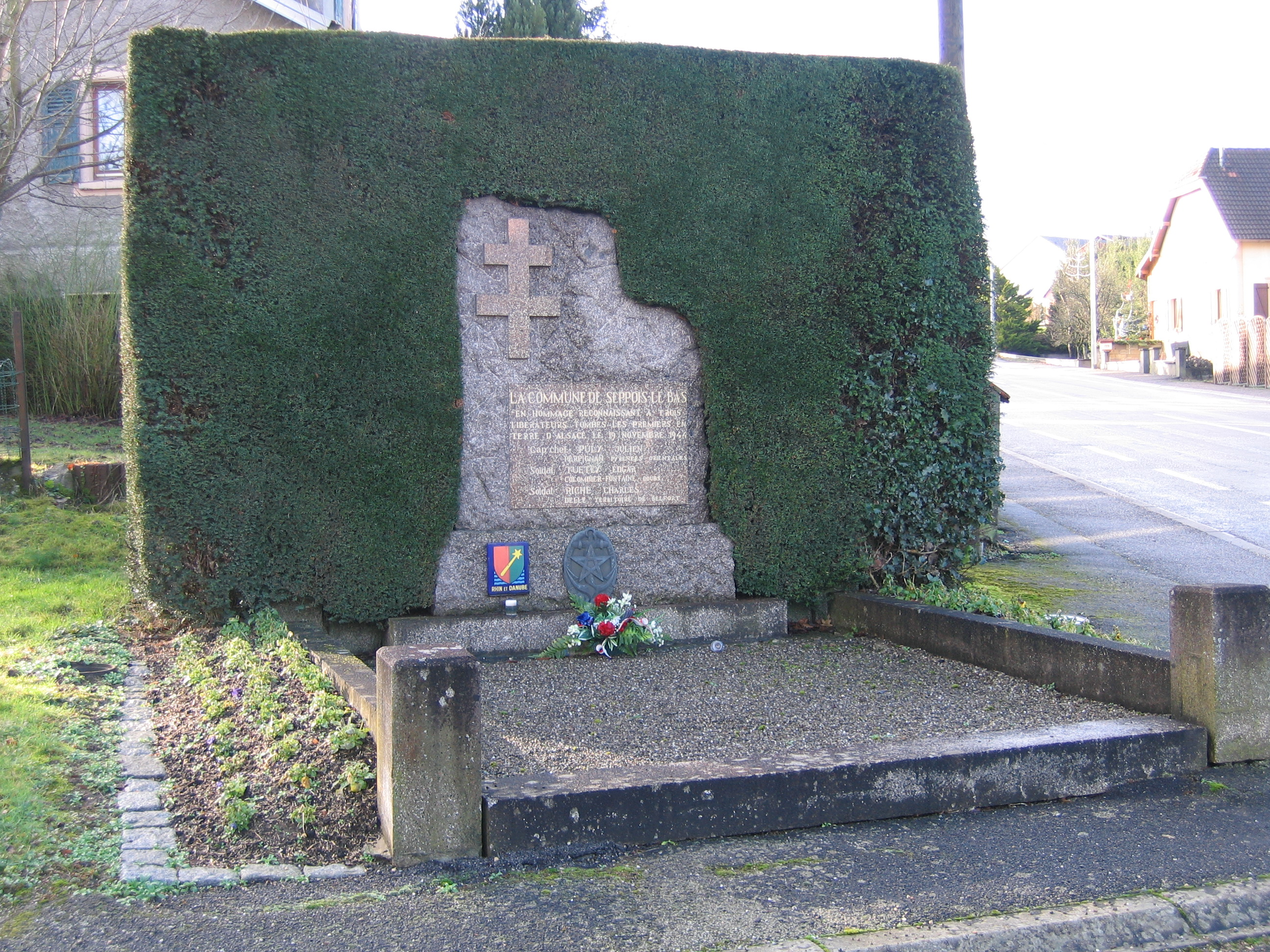
Monument du char Assas.
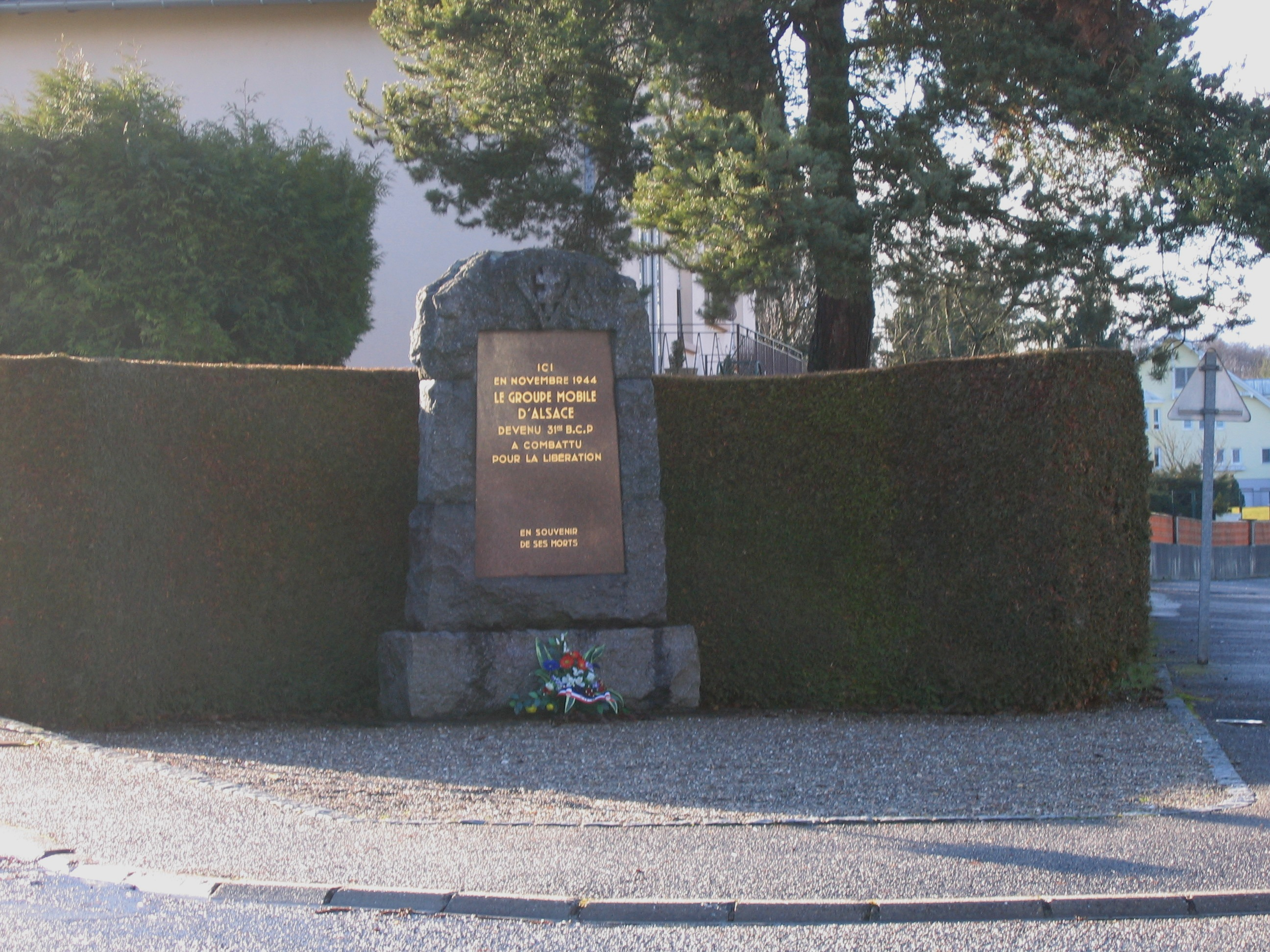
Monument du GMA.
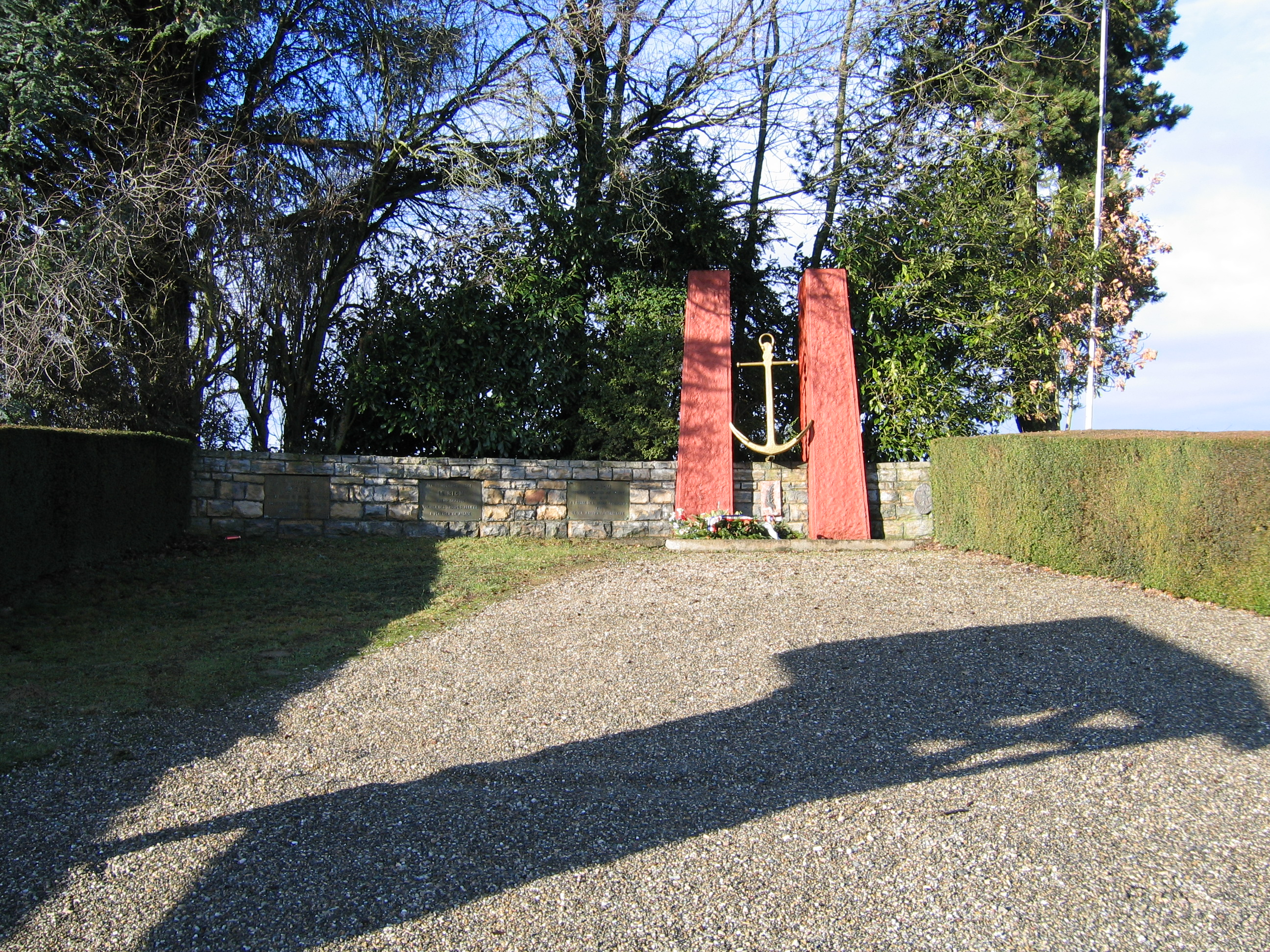
Monument du RICM.
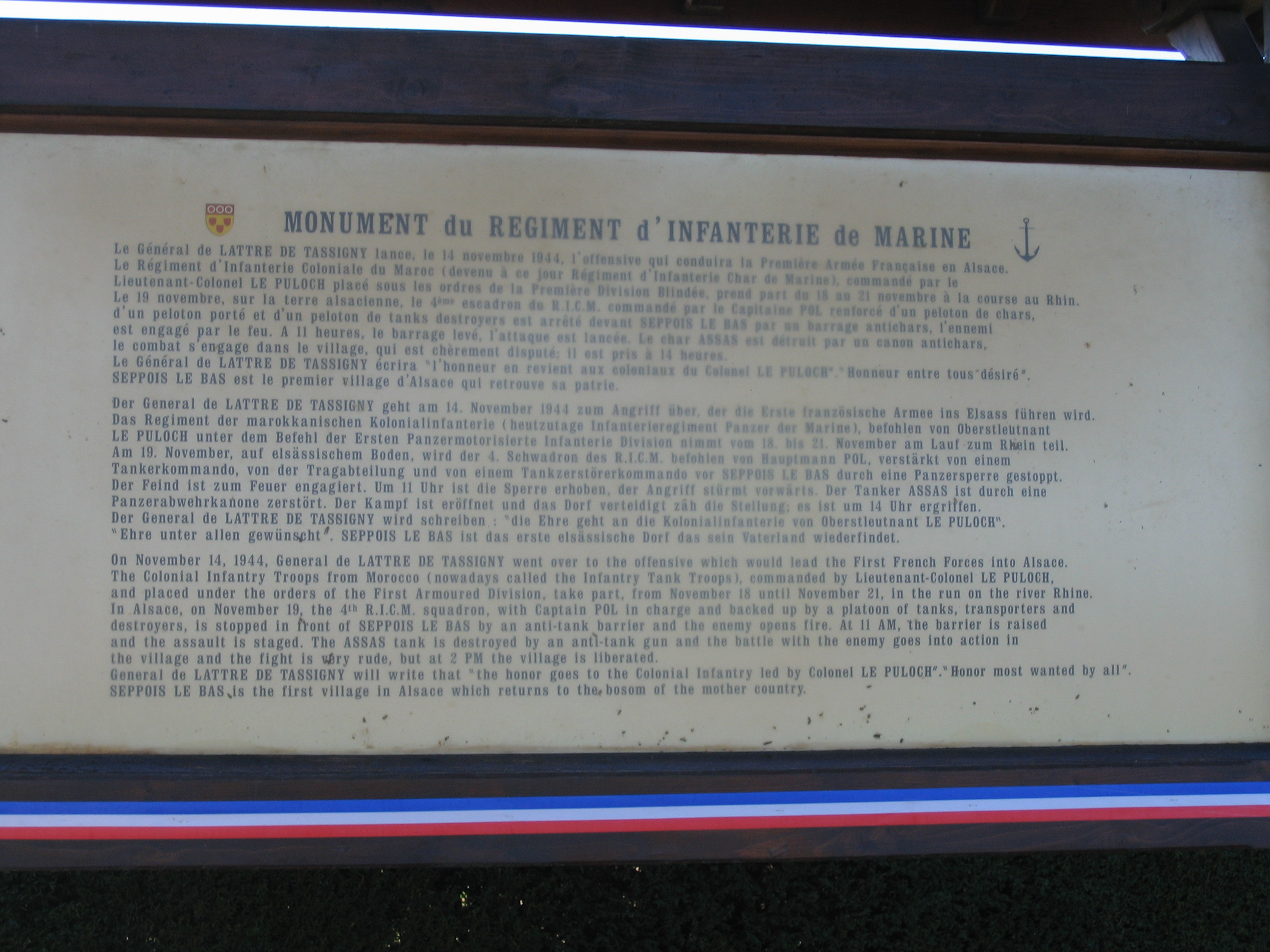
Monument du RICM, panneau information

## Personnalités liées à la commune
- Yann Ehrlacher, pilote automobile[46] ;
- Hugo Hofstetter, coureur cycliste[47] ;
- Famille Javal ;
- Cathy Muller, pilote automobile ;
- Yvan Muller, pilote automobile ;
- Lazare Weiller (1858 - 1928), industriel et homme politique français issu d'une famille originaire de Seppois-le-Bas.

## Économie

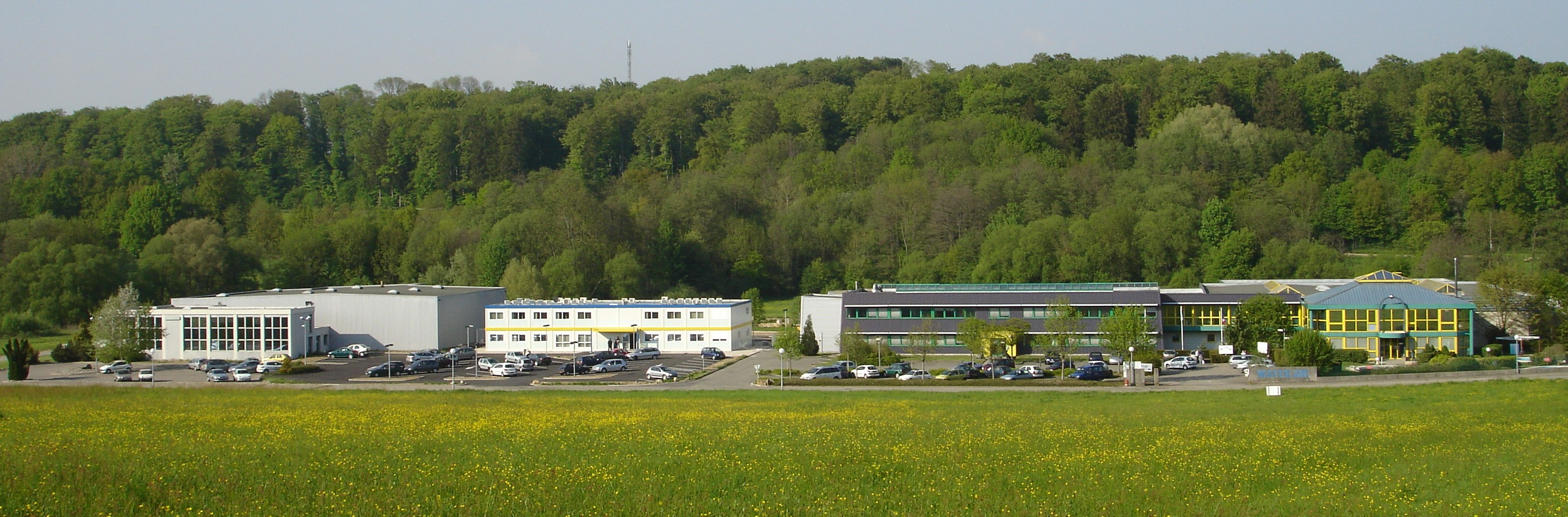
Le siège de l'entreprise Waterair.

- L'entreprise Waterair qui fabrique des piscines est implantée à Seppois-le-Bas.